# Francoska hokejska reprezentanca
Francoska hokejska reprezentanca je bila nekdaj ena boljših državnih hokejskih reprezentanc na svetu, saj je na Evropskih prvenstvih osvojila pa eno zlato in srebrno medaljo, v zadnjih desetletjih pa na Svetovnih prvenstvih večinoma igra v skupinah A in B oz. elitni in 1. diviziji. 

## Znameniti reprezentanti
| - Philippe Bozon - Cristobal Huet - Franck Pajonkowski - Serge Poudrier | - Christian Pouget - Christophe Ville - Denis Perez - Jean-François Druel |

## Selektorji
| - 1961 : Paul Émile Provost - 1962 : Pete Laliberté - 1963 - 1964 : Raynald Lacroix - 1965 : Gaston Pelletier - 1966 : Pierre Lacoste - 1967 - 1977 : Gaëtan Laliberté - 1978 - 1980 : Zdenek Blaha - 1981 - 1984 : Jacques Tremblay - 1985 : Paul Lang | - 1985 - 1986 : Patrick Francheterre - 1987 - 1994 : Kjell Larsson - 1995 - 1996 : Juhani Tamminen in André Peloffy - 1996 - 1997 : Dany Dubé - 1997 - 1998 : Herb Brooks - 1998 - 1999 : Mickaël Lundstrom - 1999 - 2000 : Stéphane Sabourin - 2000 - 2004 : Heikki Leime - 2004 - danes : Dave Henderson |